# 劉夷父
劉 夷父（りゅう いほ、447年 - 452年）は、南朝宋の皇族。新野懐王。文帝劉義隆の十七男。

## 経歴
文帝と陳美人の間の子として生まれた。元嘉29年（452年）、死去。享年6。泰始5年（469年）、懐と追諡された。

## 伝記資料
- 『宋書』巻72 列伝第32
- 『南史』巻14 列伝第4